# Historique du parcours européen du RSC Anderlecht
 (décembre 2016).
Si vous disposez d'ouvrages ou d'articles de référence ou si vous connaissez des sites web de qualité traitant du thème abordé ici, merci de compléter l'article en donnant les références utiles à sa vérifiabilité et en les liant à la section « Notes et références ».
Pour un article plus général, voir Royal Sporting Club d'Anderlecht.
Pour les articles homonymes, voir Anderlecht (homonymie).
Cet article présente les différentes campagnes européennes réalisées par le RSC Anderlecht.
Depuis sa fondation en 1908, le RSC Anderlecht a participé :
- 34 fois à la Coupe d'Europe des Clubs Champions/Ligue des champions (Deux demi-finales)
- 7 fois à la Coupe d'Europe des Vainqueurs de Coupe (Deux titres et deux finales)
- 15 fois à la Coupe de l'UEFA/Ligue Europa (Un titre et une finale)
- 2 fois à la Coupe des Villes de Foire (Une finale)
- 2 fois à la Supercoupe d'Europe (Deux titres)

## 1955-1956
Coupe d'Europe des Clubs Champions :
|   | Tour               | Club         | Aller | Total | Retour | Club           |   |
| - | ------------------ | ------------ | ----- | ----- | ------ | -------------- | - |
| 1 | Huitième de finale | Voros Lobogo | 6-3   | 10-4  | 4-1    | RSC Anderlecht | 2 |

## 1956-1957
Coupe d'Europe des Clubs Champions :
|   | Tour              | Club           | Aller | Total | Retour | Club              |   |
| - | ----------------- | -------------- | ----- | ----- | ------ | ----------------- | - |
| 3 | Tour préliminaire | RSC Anderlecht | 0-2   | 0-12  | 0-10   | Manchester United | 4 |

## 1959-1960
Coupe d'Europe des Clubs Champions :
|   | Tour              | Club            | Aller | Total | Retour | Club           |   |
| - | ----------------- | --------------- | ----- | ----- | ------ | -------------- | - |
| 5 | Tour préliminaire | Glasgow Rangers | 5-2   | 7-2   | 2-0    | RSC Anderlecht | 6 |

## 1962-1963
Coupe d'Europe des Clubs Champions :
|    | Tour               | Club           | Aller | Total | Retour | Club           |    |
| -- | ------------------ | -------------- | ----- | ----- | ------ | -------------- | -- |
| 7  | Tour préliminaire  | Real Madrid    | 3-3   | 3-4   | 0-1    | RSC Anderlecht | 8  |
| 9  | Huitième de finale | CSKA Sofia     | 2-2   | 2-4   | 0-2    | RSC Anderlecht | 10 |
| 11 | Quart de finale    | RSC Anderlecht | 1-4   | 2-6   | 1-2    | Dundee FC      | 12 |

## 1964-1965
Coupe d'Europe des Clubs Champions :
|    | Tour               | Club           | Aller | Total | Retour | Club           |    |
| -- | ------------------ | -------------- | ----- | ----- | ------ | -------------- | -- |
| 13 | Tour préliminaire  | RSC Anderlecht | 1-0   | 2-2*  | 1-2    | Bologne FC     | 14 |
| 15 | Huitième de finale | Liverpool      | 3-0   | 4-0   | 1-0    | RSC Anderlecht | 16 |

* Un match de barrage fut organisé à Barcelone. Le score étant de 0-0, Anderlecht se qualifia au tirage au sort.

## 1965-1966
Coupe d'Europe des Clubs Champions :
|    | Tour               | Club           | Aller | Total | Retour | Club           |    |
| -- | ------------------ | -------------- | ----- | ----- | ------ | -------------- | -- |
| 17 | Tour préliminaire  | Fenerbahçe     | 0-0   | 1-5   | 1-5    | RSC Anderlecht | 18 |
| 19 | Huitième de finale | RSC Anderlecht | 9-0   | 9-0   | annulé | Derry City FC  |    |
| 20 | Quart de finale    | RSC Anderlecht | 1-0   | 3-4   | 2-4    | Real Madrid    | 21 |

## 1966-1967
Coupe d'Europe des Clubs Champions :
|    | Tour               | Club                | Aller | Total | Retour | Club           |    |
| -- | ------------------ | ------------------- | ----- | ----- | ------ | -------------- | -- |
| 22 | Premier tour       | FC Haka Valkeakoski | 1-10  | 1-12  | 0-2    | RSC Anderlecht | 23 |
| 24 | Huitième de finale | Dukla Prague        | 4-1   | 6-2   | 2-1    | RSC Anderlecht | 25 |

## 1967-1968
Coupe d'Europe des Clubs Champions :
|    | Tour               | Club               | Aller | Total | Retour | Club           |    |
| -- | ------------------ | ------------------ | ----- | ----- | ------ | -------------- | -- |
| 26 | Premier tour       | FC Karl-Marx-Stadt | 1-3   | 2-5   | 1-2    | RSC Anderlecht | 27 |
| 28 | Huitième de finale | Sparta Prague      | 3-2   | 6-5   | 3-3    | RSC Anderlecht | 29 |

## 1968-1969
Coupe d'Europe des Clubs Champions :
|    | Tour               | Club              | Aller | Total | Retour | Club           |    |
| -- | ------------------ | ----------------- | ----- | ----- | ------ | -------------- | -- |
| 30 | Premier tour       | RSC Anderlecht    | 3-0   | 5-2   | 2-2    | Glentoran FC   | 31 |
| 32 | Huitième de finale | Manchester United | 3-0   | 4-3   | 1-3    | RSC Anderlecht | 33 |

## 1969-1970
Coupe des Villes de Foire :
|    | Tour               | Club            | Aller | Total | Retour | Club             |    |
| -- | ------------------ | --------------- | ----- | ----- | ------ | ---------------- | -- |
| 34 | Premier tour       | Valur Reykjavík | 0-6   | 0-8   | 0-2    | RSC Anderlecht   | 35 |
| 36 | Deuxième tour      | RSC Anderlecht  | 6-1   | 13-4  | 7-3    | Coleraine FC     | 37 |
| 38 | Huitième de finale | RSC Anderlecht  | 1-0   | 3E-3  | 2-3    | Dunfermline      | 39 |
| 40 | Quart de finale    | RSC Anderlecht  | 2-0   | 3E-3  | 1-3    | Newcastle United | 41 |
| 42 | Demi-finale        | RSC Anderlecht  | 0-1   | 2-1   | 2-0    | Inter Milan      | 43 |
| 44 | Finale             | RSC Anderlecht  | 3-1   | 3-4   | 0-3    | Arsenal          | 45 |

La finale aller a eu lieu le 22 avril 1970 au Parc Astrid. Les buts belges ont été inscrits par De Vriendt (25e) et Mulder (30e, 74e).

Équipe alignée : Trappeniers, Heylens, Velkeneers, Nordahl, Kialunda, Cornelis (Peeters), Desanghere, Devrindt, Mulder, Van Himst, Puis.
La finale retour a eu lieu le 28 avril 1970 à Highbury Park.

Équipe alignée : Trappeniers, Heylens, Maartens,  Nordahl, Velkeneers, Kialunda, Desanghere, Devrindt, Mulder, Van Himst, Puis.

## 1970-1971
Coupe des Villes de Foire :
|    | Tour               | Club                 | Aller | Total | Retour | Club            |    |
| -- | ------------------ | -------------------- | ----- | ----- | ------ | --------------- | -- |
| 46 | Premier tour       | Željezničar Sarajevo | 3-4   | 7-9   | 4-5    | RSC Anderlecht  | 47 |
| 48 | Deuxième tour      | AB Copenhague        | 1-3   | 1-7   | 0-4    | RSC Anderlecht  | 49 |
| 50 | Huitième de finale | RSC Anderlecht       | 2-1   | 3-4   | 1-3    | Vitória Setubal | 51 |

## 1971-1972
Coupe de l'UEFA :
|    | Tour         | Club       | Aller | Total | Retour | Club           |    |
| -- | ------------ | ---------- | ----- | ----- | ------ | -------------- | -- |
| 52 | Premier tour | Bologne FC | 1-1   | 3-1   | 2-0    | RSC Anderlecht | 53 |

## 1972-1973
Coupe d'Europe des Clubs Champions :
|    | Tour               | Club           | Aller | Total | Retour | Club           |    |
| -- | ------------------ | -------------- | ----- | ----- | ------ | -------------- | -- |
| 54 | Premier tour       | RSC Anderlecht | 4-2   | 7-2   | 3-0    | Vejle BK       | 55 |
| 56 | Huitième de finale | Spartak Trnava | 1-0   | 2-0   | 1-0    | RSC Anderlecht | 57 |

## 1973-1974
Coupe d'Europe des Vainqueurs de Coupe :
|    | Tour         | Club           | Aller | Total | Retour | Club      |    |
| -- | ------------ | -------------- | ----- | ----- | ------ | --------- | -- |
| 58 | Premier tour | RSC Anderlecht | 3-2   | 3-3E  | 0-1    | FC Zurich | 59 |

## 1974-1975
Coupe d'Europe des Clubs Champions :
|    | Tour               | Club              | Aller | Total | Retour | Club           |    |
| -- | ------------------ | ----------------- | ----- | ----- | ------ | -------------- | -- |
| 60 | Premier tour       | Slovan Bratislava | 4-2   | 5-5E  | 1-3    | RSC Anderlecht | 61 |
| 62 | Huitième de finale | RSC Anderlecht    | 5-1   | 5-4   | 0-3*   | Olympiakos     | 63 |
| 64 | Quart de finale    | Leeds United      | 3-0   | 4-0   | 1-0    | RSC Anderlecht | 65 |

* Match retour joué à Patras.

## 1975-1976
Coupe d'Europe des Vainqueurs de Coupe :
|    | Tour               | Club                | Aller | Total | Retour | Club                |    |
| -- | ------------------ | ------------------- | ----- | ----- | ------ | ------------------- | -- |
| 66 | Premier tour       | Rapid Bucarest      | 1-0   | 1-2   | 0-2    | RSC Anderlecht      | 67 |
| 68 | Huitième de finale | RSC Anderlecht      | 3-0   | 3-1   | 0-1    | FK Borac Banja Luka | 69 |
| 70 | Quart de finale    | RSC Anderlecht      | 1-0   | 2-1   | 1-1    | Wrexham AFC         | 71 |
| 72 | Demi-finale        | Sachsenring Zwickau | 0-3   | 0-5   | 0-2    | RSC Anderlecht      | 73 |
| 74 | Finale             | West Ham            |       | 2-4   |        | RSC Anderlecht      |    |

La finale a eu lieu le 5 mai 1976 au Stade du Heysel à Bruxelles et a été arbitrée par le français Robert Wurz.
Les buts belges ont été inscrits par Rensenbrink (42e, 73e) et Vander Elst (48e, 88e).

Équipe alignée : Ruiter, Lomme, Van Binst, Thissen, Broos, Dockx, Coeck (Vercauteren), Haan, Vender Elst, Ressel, Resnsebrink.

## 1976-1977
Supercoupe d'Europe :
Le RSC Anderlecht, vainqueur de la Coupe d'Europe des vainqueurs de coupes en 1976, affronte le Bayern Munich, vainqueur de la Ligue des champions la même année.
|    | Tour   | Club          | Aller | Total | Retour | Club           |    |
| -- | ------ | ------------- | ----- | ----- | ------ | -------------- | -- |
| 75 | Finale | Bayern Munich | 2-1   | 3-5   | 1-4    | RSC Anderlecht | 76 |

Match aller le 17 août 1976 à l'Olympia Stadion Munich : Bayern Munich 2 - 1 RSC Anderlecht.

But belge inscrit par Haan (16e).

Équipe alignée : Ruiter, Haan, Van Binst, Broos, Van der Daele, Dockx (De Groote), Vander Elst, Vercauteren, Ressel, Coeck, Rensenbrink.
Match retour le 30 août 1976 au Parc Astrid : RSC Anderlecht 4 - 1 Bayern Munich.

Buts belges inscrits par Rensenbrink (20e, 82e), Vander Elst (25e) et Haan (59e).

Équipe alignée : Ruiter, Haan, Van Binst, Broos, Van der Daele, Dockx (De Groote), Vander Elst, Vercauteren, Ressel, Coeck, Rensenbrink.
Coupe d'Europe des Vainqueurs de Coupe :
|    | Tour               | Club           | Aller | Total | Retour | Club           |    |
| -- | ------------------ | -------------- | ----- | ----- | ------ | -------------- | -- |
| 77 | Premier tour       | RSC Anderlecht | 2-1   | 5-3   | 3-2    | Roda JC        | 78 |
| 79 | Huitième de finale | RSC Anderlecht | 5-1   | 10-2  | 5-1    | Galatasaray    | 80 |
| 81 | Quart de finale    | RSC Anderlecht | 2-0   | 3-2   | 1-2    | Southampton    | 82 |
| 83 | Demi-finale        | SSC Naples     | 1-0   | 1-2   | 0-2    | RSC Anderlecht | 84 |
| 85 | Finale             | Hambourg SV    |       | 2-0   |        | RSC Anderlecht |    |

Équipe alignée le 11 mai 1977 au Stade Olympique d'Amsterdam :

Ruiter, Van Binst, Van Den Daele, Thissen, Broos, Dockx (Van Poucke), Coeck, Hann, Vander Elst, Ressel, Rensenbrink

## 1977-1978
Coupe d'Europe des Vainqueurs de Coupe :
|    | Tour               | Club            | Aller | Total | Retour | Club           |    |
| -- | ------------------ | --------------- | ----- | ----- | ------ | -------------- | -- |
| 86 | Premier tour       | Lokomotiv Sofia | 1-6   | 1-8   | 0-2    | RSC Anderlecht | 87 |
| 88 | Huitième de finale | Hambourg SV     | 1-2   | 2-3   | 1-1    | RSC Anderlecht | 89 |
| 90 | Quart de finale    | FC Porto        | 1-0   | 1-3   | 0-3    | RSC Anderlecht | 91 |
| 92 | Demi-finale        | FC Twente       | 0-1   | 0-3   | 0-2    | RSC Anderlecht | 93 |
| 94 | Finale             | RSC Anderlecht  |       | 4-0   |        | Austria Vienne |    |

La finale a eu lieu le 3 mai 1978, au Parc des Princes (Paris).

Buteurs : Rensenbrink (13e, 44e), Van Binst (45e, 82e).

Équipe alignée : De Bree, Van Binst, Thissen, Dusbaba, Broos, Van der Elst, Haan, Nielsen, Coeck, Vercauteren (Dockx), Rensenbrink.

## 1978-1979
Supercoupe d'Europe :
Le RSC Anderlecht, vainqueur de la Coupe d'Europe des vainqueurs de coupes en 1976, affronte le Liverpool FC, vainqueur de la Ligue des champions la même année.
|    | Tour   | Club           | Aller | Total | Retour | Club         |    |
| -- | ------ | -------------- | ----- | ----- | ------ | ------------ | -- |
| 95 | Finale | RSC Anderlecht | 3-1   | 4-3   | 1-2    | Liverpool FC | 96 |

Match aller le 4 décembre 1978 au Parc Astrid : RSC Anderlecht 3-1 Liverpool.

Buts belges : Vercauteren 17e, Vander Elst 38e, Rensenbrink 87e.
Match retour le 19 décembre 1978 à Anfield Road Stadium : Liverpool 2-1 RSC Anderlecht.

But belge : Vander Elst (71e).
Coupe d'Europe des Vainqueurs de Coupe :
Anderlecht est exempté du premier tour.
|    | Tour               | Club           | Aller | Total | Retour | Club         |    |
| -- | ------------------ | -------------- | ----- | ----- | ------ | ------------ | -- |
| 97 | Huitième de finale | RSC Anderlecht | 3-0   | 3-3*  | 0-3    | FC Barcelone | 98 |

* Barcelone se qualifie aux tirs au bur (1-4).

## 1979-1980
Coupe de l'UEFA :
|    | Tour                      | Club          | Aller | Total | Retour | Club           |     |
| -- | ------------------------- | ------------- | ----- | ----- | ------ | -------------- | --- |
| 99 | Trente-deuxième de finale | Dundee United | 0-0   | 1E-1  | 1-1    | RSC Anderlecht | 100 |

## 1980-1981
Coupe de l'UEFA :
|     | Tour                      | Club              | Aller | Total | Retour | Club           |     |
| --- | ------------------------- | ----------------- | ----- | ----- | ------ | -------------- | --- |
| 101 | Trente-deuxième de finale | FC Kaiserslautern | 1-0   | 3E-3  | 2-3    | RSC Anderlecht | 102 |

## 1981-1982
Coupe d'Europe des Clubs Champions :
|     | Tour               | Club           | Aller | Total | Retour | Club                     |     |
| --- | ------------------ | -------------- | ----- | ----- | ------ | ------------------------ | --- |
| 103 | Seizième de finale | Widzew Łódź    | 1-4   | 2-6   | 1-2    | RSC Anderlecht           | 104 |
| 105 | Huitième de finale | RSC Anderlecht | 3-1   | 4-2   | 1-1    | Juventus                 | 106 |
| 107 | Quart de finale    | RSC Anderlecht | 2-1   | 4-2   | 2-1    | Étoile rouge de Belgrade | 108 |
| 109 | Demi-finale        | Aston Villa    | 1-0   | 1-0   | 0-0    | RSC Anderlecht           | 110 |

## 1982-1983
Coupe de l'UEFA :
|     | Tour                      | Club             | Aller | Total | Retour | Club           |     |
| --- | ------------------------- | ---------------- | ----- | ----- | ------ | -------------- | --- |
| 111 | Trente-deuxième de finale | RSC Anderlecht   | 3-0   | 6-1   | 3-1    | KuPS Kuopio    | 112 |
| 113 | Seizième de finale        | RSC Anderlecht   | 4-0   | 6-3   | 2-3    | FC Porto       | 114 |
| 115 | Huitième de finale        | RSC Anderlecht   | 6-1   | 6-2   | 0-1    | FK Sarajevo    | 116 |
| 117 | Quart de finale           | Valence CF       | 1-2   | 2-5   | 1-3    | RSC Anderlecht | 118 |
| 119 | Demi-finale               | Bohemians Prague | 0-1   | 1-4   | 1-3    | RSC Anderlecht | 120 |
| 121 | Finale                    | RSC Anderlecht   | 1-0   | 2-1   | 1-1    | Benfica        | 122 |

La finale aller a eu lieu le 4 mai 1983 au stade du Heysel.

But : Brylle (29e).

Équipe alignée : Munaron, Hofkens, Peruzovic, Olsen, De Groote, Frimann, Coeck, Vercauteren, Lozano, Vandenbergh (Czernatynski), Brylle.
La finale retour a eu lieu le 18 mai 1983, Estadio da Luz. Le but belge a été inscrit par Lozano (39e).

Équipe alignée : Munaron, Peruzovic, De Greef, Broos, Olsen, De Groote, Frimann, Lozano, Coeck, Vercauteren, Vandenbergh (Brylle).

## 1983-1984
Coupe de l'UEFA :
|     | Tour                      | Club              | Aller | Total | Retour | Club              |     |
| --- | ------------------------- | ----------------- | ----- | ----- | ------ | ----------------- | --- |
| 121 | Trente-deuxième de finale | Bryne FK          | 0-3   | 1-4   | 1-1    | RSC Anderlecht    | 122 |
| 123 | Seizième de finale        | RSC Anderlecht    | 2-0   | 4-2   | 2-2    | Baník Ostrava     | 124 |
| 125 | Huitième de finale        | RC Lens           | 1-1   | 1-2   | 0-1    | RSC Anderlecht    | 126 |
| 127 | Quart de finale           | RSC Anderlecht    | 4-2   | 4-3   | 0-1    | Spartak Moscou    | 128 |
| 129 | Demi-finale               | Nottingham Forest | 2-0   | 2-3   | 0-3    | RSC Anderlecht    | 130 |
| 131 | Finale                    | RSC Anderlecht    | 1-1   | 2-2*  | 1-1    | Tottenham Hotspur | 132 |

* Tottenham remporte la coupe aux tirs au but (4-3).
La finale aller a eu lieu le 9 mai 1984 au stade Constant Vanden Stock.Le but belge a été inscrit par Olsen (85e).

Équipe alignée :Munaron, Grun, De Greef, Olsen, De Groot, Hofkens, Vandereycken, Scifo, Brylle, Vandenbergh (Arnesen), Czerniatynski (Vercauteren).
La finale retour a eu lieu le 23 mai 1984 à White Hart Lane. Le but belge a été inscrit par Czerniatynski (60e).

Équipe alignée :Munaron, Hofkens, Grun, De Greef, Olsen, De Groot, Arnesen (Gudjohnsen), Vercauteren, Scifo, Czerniatyniski (Brylle), Vandereycken.

## 1984-1985
Coupe de l'UEFA :
|     | Tour                      | Club           | Aller | Total | Retour | Club           |     |
| --- | ------------------------- | -------------- | ----- | ----- | ------ | -------------- | --- |
| 133 | Trente-deuxième de finale | RSC Anderlecht | 1-0   | 2E-2  | 1-2    | Werder Brême   | 134 |
| 135 | Seizième de finale        | ACF Fiorentina | 1-1   | 3-7   | 2-6    | RSC Anderlecht | 136 |
| 137 | Huitième de finale        | RSC Anderlecht | 3-0   | 4-6   | 1-6    | Real Madrid    | 138 |

## 1985-1986
Coupe d'Europe des Clubs Champions :
Anderlecht est exempté du premier tour.
|     | Tour               | Club           | Aller | Total | Retour | Club            |     |
| --- | ------------------ | -------------- | ----- | ----- | ------ | --------------- | --- |
| 139 | Huitième de finale | RSC Anderlecht | 1-0   | 4-1   | 3-1    | Omonia Nicosie  | 140 |
| 141 | Quart de finale    | Bayern Munich  | 2-1   | 2-3   | 0-2    | RSC Anderlecht  | 142 |
| 143 | Demi-finale        | RSC Anderlecht | 1-0   | 1-3   | 0-3    | Steaua Bucarest | 144 |

## 1986-1987
Coupe d'Europe des Clubs Champions :
|     | Tour               | Club           | Aller | Total | Retour | Club            |     |
| --- | ------------------ | -------------- | ----- | ----- | ------ | --------------- | --- |
| 145 | Seizième de finale | RSC Anderlecht | 2-0   | 3-1   | 1-1    | Górnik Zabrze   | 146 |
| 147 | Huitième de finale | RSC Anderlecht | 3-0   | 3-1   | 0-1    | Steaua Bucarest | 148 |
| 149 | Quart de finale    | Bayern Munich  | 5-0   | 7-2   | 2-2    | RSC Anderlecht  | 150 |

## 1987-1988
Coupe d'Europe des Clubs Champions :
|     | Tour               | Club          | Aller | Total | Retour | Club           |     |
| --- | ------------------ | ------------- | ----- | ----- | ------ | -------------- | --- |
| 151 | Seizième de finale | Malmö FF      | 0-1   | 1-2   | 1-1    | RSC Anderlecht | 152 |
| 153 | Huitième de finale | Sparta Prague | 1-2   | 1-3   | 0-1    | RSC Anderlecht | 154 |
| 155 | Quart de finale    | Benfica       | 2-0   | 2-1   | 0-1    | RSC Anderlecht | 156 |

## 1988-1989
Coupe d'Europe des Vainqueurs de Coupe :
|     | Tour               | Club       | Aller | Total | Retour | Club           |     |
| --- | ------------------ | ---------- | ----- | ----- | ------ | -------------- | --- |
| 157 | Seizième de finale | FC Metz    | 1-3   | 1-5   | 0-2    | RSC Anderlecht | 158 |
| 159 | Huitième de finale | FC Malines | 1-0   | 3-0   | 2-0    | RSC Anderlecht | 160 |

## 1989-1990
Coupe d'Europe des Vainqueurs de Coupe :
|     | Tour               | Club           | Aller | Total | Retour | Club             |     |
| --- | ------------------ | -------------- | ----- | ----- | ------ | ---------------- | --- |
| 161 | Seizième de finale | RSC Anderlecht | 6-0   | 10-0  | 4-0    | Ballymena United | 162 |
| 163 | Huitième de finale | RSC Anderlecht | 2-0   | 3-2   | 1-2    | FC Barcelone     | 164 |
| 165 | Quart de finale    | RSC Anderlecht | 2-0   | 3-1   | 1-1    | Admira           | 166 |
| 167 | Demi-finale        | RSC Anderlecht | 1-0   | 2-0   | 1-0    | Dinamo Bucarest  | 168 |
| 169 | Finale             | Sampdoria      |       | 2-0   |        | RSC Anderlecht   |     |

Équipe alignée le 9 mai 1990 au Ullevi Stadium à Göteborg :

De Wilde, Grün, Marchoul, Keshi, Kooiman, Vervoort, Musonda, Gudjohnson, Jankovic (Oliveira), Degryse (Nilis), Van der Linden

## 1990-1991
Coupe de l'UEFA :
|     | Tour                      | Club           | Aller | Total | Retour | Club              |     |
| --- | ------------------------- | -------------- | ----- | ----- | ------ | ----------------- | --- |
| 170 | Trente-deuxième de finale | RSC Anderlecht | 2-0   | 4-0   | 2-0    | Petrolul Ploieşti | 171 |
| 172 | Seizième de finale        | Omonia Nicosie | 1-1   | 1-4   | 0-3    | RSC Anderlecht    | 173 |
| 174 | Huitième de finale        | RSC Anderlecht | 1-0   | 2E-2  | 1-2    | Borussia Dortmund | 175 |
| 176 | Quart de finale           | AS Rome        | 3-0   | 6-2   | 3-2    | RSC Anderlecht    | 177 |

## 1991-1992
Coupe d'Europe des Clubs Champions :
|     | Tour                              | Club                     | Aller | Total | Retour | Club               |     |
| --- | --------------------------------- | ------------------------ | ----- | ----- | ------ | ------------------ | --- |
| 178 | Seizième de finale                | RSC Anderlecht           | 1-1   | 4-1   | 3-0    | Grasshopper Zurich | 179 |
| 180 | Huitième de finale                | PSV Eindhoven            | 0-0   | 0-2   | 0-2    | RSC Anderlecht     | 181 |
| 182 | Phase de poules, groupe A : J1/J5 | RSC Anderlecht           | 0-0   | 0-0   | 0-0    | Panathinaïkos      | 186 |
| 183 | Phase de poules, groupe A : J2/J6 | Étoile rouge de Belgrade | 3-2   | 5-5   | 2-3    | RSC Anderlecht     | 187 |
| 184 | Phase de poules, groupe A : J3/J4 | RSC Anderlecht           | 3-2   | 3-4   | 0-2    | Sampdoria          | 185 |

## 1992-1993
Coupe de l'UEFA :
|     | Tour                      | Club                | Aller | Total | Retour | Club           |     |
| --- | ------------------------- | ------------------- | ----- | ----- | ------ | -------------- | --- |
| 188 | Trente-deuxième de finale | Hibernian Édimbourg | 2-2   | 3-3E  | 1-1    | RSC Anderlecht | 189 |
| 190 | Seizième de finale        | RSC Anderlecht      | 4-2   | 7-2   | 3-0    | Dynamo Kiev    | 191 |
| 192 | Huitième de finale        | Paris SG            | 0-0   | 1E-1  | 1-1    | RSC Anderlecht | 193 |

## 1993-1994
Ligue des Champions :
|     | Tour                              | Club           | Aller | Total | Retour | Club           |     |
| --- | --------------------------------- | -------------- | ----- | ----- | ------ | -------------- | --- |
| 194 | Seizième de finale                | HJK Helsinki   | 0-3   | 0-6   | 0-3    | RSC Anderlecht | 195 |
| 196 | Huitième de finale                | Sparta Prague  | 0-1   | 2-5   | 2-4    | RSC Anderlecht | 197 |
| 198 | Phase de poules, groupe B : J1/J5 | RSC Anderlecht | 0-0   | 0-0   | 0-0    | Milan AC       | 202 |
| 199 | Phase de poules, groupe B : J2/J6 | Werder Brême   | 5-3   | 7-4   | 2-1    | RSC Anderlecht | 203 |
| 200 | Phase de poules, groupe B : J3/J4 | RSC Anderlecht | 1-0   | 1-2   | 0-2    | FC Porto       | 201 |

## 1994-1995
Ligue des Champions :
|     | Tour                              | Club           | Aller | Total | Retour | Club            |     |
| --- | --------------------------------- | -------------- | ----- | ----- | ------ | --------------- | --- |
| 204 | Phase de poules, groupe C : J1/J5 | RSC Anderlecht | 0-0   | 1-1   | 1-1    | Steaua Bucarest | 208 |
| 205 | Phase de poules, groupe C : J2/J6 | Benfica        | 3-1   | 4-2   | 1-1    | RSC Anderlecht  | 209 |
| 206 | Phase de poules, groupe C : J3/J4 | Hajduk Split   | 2-1   | 2-1   | 0-0    | RSC Anderlecht  | 207 |

## 1995-1996
Ligue des Champions :
|     | Tour              | Club        | Aller | Total | Retour | Club           |     |
| --- | ----------------- | ----------- | ----- | ----- | ------ | -------------- | --- |
| 210 | Tour préliminaire | Ferencváros | 1-0   | 2-1   | 1-1    | RSC Anderlecht | 211 |

## 1996-1997
Coupe de l'UEFA :
|     | Tour                      | Club               | Aller | Total | Retour | Club           |     |
| --- | ------------------------- | ------------------ | ----- | ----- | ------ | -------------- | --- |
| 212 | Trente-deuxième de finale | Alania Vladikavkaz | 2-1   | 2-5   | 0-4    | RSC Anderlecht | 213 |
| 214 | Seizième de finale        | Vitoria Guimarães  | 1-1   | 1-1E  | 0-0    | RSC Anderlecht | 215 |
| 216 | Huitième de finale        | Helsingborgs IF    | 0-0   | 0-1   | 0-1    | RSC Anderlecht | 217 |
| 218 | Quart de finale           | RSC Anderlecht     | 1-1   | 2-3   | 1-2    | Inter Milan    | 219 |

## 1997-1998
Coupe de l'UEFA :
|     | Tour                       | Club              | Aller | Total | Retour | Club                     |     |
| --- | -------------------------- | ----------------- | ----- | ----- | ------ | ------------------------ | --- |
| 220 | Deuxième tour préliminaire | RSC Anderlecht    | 2-0   | 4-0   | 2-0    | Vorskla-Naftogaz Poltava | 221 |
| 222 | Trente-deuxième de finale  | Austria Salzbourg | 4-3   | 6-7   | 2-4    | RSC Anderlecht           | 223 |
| 224 | Seizième de finale         | Schalke 04        | 1-0   | 3-1   | 2-1    | RSC Anderlecht           | 225 |

## 1998-1999
Coupe de l'UEFA :
|     | Tour                       | Club                   | Aller | Total | Retour | Club               |     |
| --- | -------------------------- | ---------------------- | ----- | ----- | ------ | ------------------ | --- |
| 226 | Premier tour préliminaire  | Tiligul-Tiras Tiraspol | 0-1   | 0-6   | 0-5    | RSC Anderlecht     | 227 |
| 228 | Deuxième tour préliminaire | NK Osijek              | 3-1   | 3-3E  | 0-2    | RSC Anderlecht     | 229 |
| 230 | Trente-deuxième de finale  | RSC Anderlecht         | 0-0   | 0-2   | 0-2    | Grasshopper Zurich | 231 |

## 1999-2000
Coupe de l'UEFA: 
|     | Tour              | Club           | Aller | Total | Retour | Club               |     |
| --- | ----------------- | -------------- | ----- | ----- | ------ | ------------------ | --- |
| 232 | Tour préliminaire | RSC Anderlecht | 6-1   | 9-1   | 3-0    | IF Leiftur         | 233 |
| 234 | Premier tour      | RSC Anderlecht | 3-1   | 6-1   | 3-0    | Olimpija Ljubljana | 235 |
| 236 | Deuxième tour     | RSC Anderlecht | 2-1   | 2-4   | 0-3    | Bologne FC         | 237 |

## 2000-2001
Ligue des Champions :
|     | Tour                                       | Club              | Aller | Total | Retour | Club                  |     |
| --- | ------------------------------------------ | ----------------- | ----- | ----- | ------ | --------------------- | --- |
| 238 | Deuxième tour de qualificatiion            | RSC Anderlecht    | 4-2   | 4-2   | 0-0    | Anorthosis Famagouste | 239 |
| 240 | Troisième tour de qualification            | RSC Anderlecht    | 1-0   | 1-0   | 0-0    | FC Porto              | 241 |
| 242 | Première phase de poules, groupe G : J1/J5 | Manchester United | 5-1   | 6-3   | 1-2    | RSC Anderlecht        | 246 |
| 243 | Première phase de poules, groupe G : J2/J6 | RSC Anderlecht    | 1-0   | 4-2   | 3-2    | PSV Eindhoven         | 247 |
| 244 | Première phase de poules, groupe G : J3/J4 | Dynamo Kiev       | 4-0   | 6-4   | 2-4    | RSC Anderlecht        | 245 |
| 248 | Deuxième phase de poules, groupe D : J1/J5 | RSC Anderlecht    | 1-0   | 2-2   | 1-2    | Lazio Rome            | 252 |
| 249 | Deuxième phase de poules, groupe D : J2/J6 | Real Madrid       | 4-1   | 4-3   | 0-2    | RSC Anderlecht        | 253 |
| 250 | Deuxième phase de poules, groupe D : J3/J4 | Leeds United      | 2-1   | 6-2   | 4-1    | RSC Anderlecht        | 251 |

## 2001-2002
Ligue des Champions :
|     | Tour                                       | Club             | Aller | Total | Retour | Club                |     |
| --- | ------------------------------------------ | ---------------- | ----- | ----- | ------ | ------------------- | --- |
| 252 | Deuxième tour de qualification             | RSC Anderlecht   | 4-0   | 6-1   | 2-1    | FC Sheriff Tiraspol | 253 |
| 254 | Troisième tour de qualification            | Halmstads BK     | 2-3   | 3-4   | 1-1    | RSC Anderlecht      | 255 |
| 256 | Première phase de poules, groupe A : J1/J5 | Lokomotiv Moscou | 1-1   | 6-2   | 5-1    | RSC Anderlecht      | 260 |
| 257 | Première phase de poules, groupe A : J2/J6 | RSC Anderlecht   | 0-0   | 1-1   | 1-1    | AS Rome             | 261 |
| 258 | Première phase de poules, groupe A : J3/J4 | Real Madrid      | 4-1   | 6-1   | 2-0    | RSC Anderlecht      | 259 |

## 2002-2003
Coupe de l'UEFA :
|     | Tour               | Club                  | Aller | Total | Retour | Club           |     |
| --- | ------------------ | --------------------- | ----- | ----- | ------ | -------------- | --- |
| 262 | Premier tour       | RSC Anderlecht        | 0-1   | 2E-2  | 2-1    | Stabæk Fotball | 263 |
| 264 | Deuxième tour      | RSC Anderlecht        | 3-1   | 6-1   | 3-0    | FC Midtjylland | 265 |
| 266 | Seizième de finale | Girondins de Bordeaux | 0-2   | 2-4   | 2-2    | RSC Anderlecht | 267 |
| 268 | Huitième de finale | Panathinaïkos         | 3-0   | 3-2   | 0-2    | RSC Anderlecht | 269 |

## 2003-2004
Ligue des Champions :
|     | Tour                              | Club               | Aller | Total | Retour | Club                   |     |
| --- | --------------------------------- | ------------------ | ----- | ----- | ------ | ---------------------- | --- |
| 270 | Deuxième tour de qualification    | Rapid Bucarest     | 0-0   | 2-3   | 2-3    | RSC Anderlecht         | 271 |
| 272 | Troisième tour de qualification   | RSC Anderlecht     | 3-1   | 4-1   | 1-0    | Pologne Wisła Cracovie | 273 |
| 274 | Phase de poules, groupe A : J1/J5 | Olympique lyonnais | 1-0   | 1-1   | 0-1    | RSC Anderlecht         | 278 |
| 275 | Phase de poules, groupe A : J2/J6 | RSC Anderlecht     | 1-1   | 1-2   | 0-1    | Bayern Munich          | 279 |
| 276 | Phase de poules, groupe A : J3/J4 | RSC Anderlecht     | 1-0   | 2-3   | 1-3    | Celtic Glasgow         | 277 |

## 2004-2005
Ligue des Champions :
|     | Tour                              | Club           | Aller | Total | Retour | Club           |     |
| --- | --------------------------------- | -------------- | ----- | ----- | ------ | -------------- | --- |
| 280 | Troisième tour de qualification   | Benfica        | 1-0   | 1-3   | 0-3    | RSC Anderlecht | 281 |
| 282 | Phase de poules, groupe G : J1/J5 | Valence CF     | 2-0   | 4-1   | 2-1    | RSC Anderlecht | 286 |
| 283 | Phase de poules, groupe G : J2/J6 | RSC Anderlecht | 1-3   | 1-6   | 0-3    | Inter Milan    | 287 |
| 284 | Phase de poules, groupe G : J3/J4 | RSC Anderlecht | 1-2   | 2-7   | 1-5    | Werder Brême   | 285 |

## 2005-2006
Ligue des Champions :
|     | Tour                              | Club           | Aller | Total | Retour | Club             |     |
| --- | --------------------------------- | -------------- | ----- | ----- | ------ | ---------------- | --- |
| 288 | Deuxième tour de qualification    | RSC Anderlecht | 5-0   | 5-1   | 0-1    | FK Neftchi Bakou | 289 |
| 290 | Troisième tour de qualification   | RSC Anderlecht | 2-1   | 4-1   | 2-0    | SK Slavia Prague | 291 |
| 292 | Phase de poules, groupe G : J1/J5 | Chelsea        | 1-0   | 3-0   | 2-0    | RSC Anderlecht   | 296 |
| 293 | Phase de poules, groupe G : J2/J6 | RSC Anderlecht | 0-1   | 1-1   | 1-0    | Betis Séville    | 297 |
| 294 | Phase de poules, groupe G : J3/J4 | RSC Anderlecht | 0-1   | 0-4   | 0-3    | Liverpool        | 295 |

## 2006-2007
Ligue des Champions :
|     | Tour                              | Club           | Aller | Total | Retour | Club           |     |
| --- | --------------------------------- | -------------- | ----- | ----- | ------ | -------------- | --- |
| 298 | Phase de poules, groupe H : J1/J5 | RSC Anderlecht | 1-1   | 3-3   | 2-2    | Lille          | 302 |
| 299 | Phase de poules, groupe H : J2/J6 | AEK Athènes    | 1-1   | 3-3   | 2-2    | RSC Anderlecht | 303 |
| 300 | Phase de poules, groupe H : J3/J4 | RSC Anderlecht | 0-1   | 1-5   | 1-4    | Milan AC       | 301 |

## 2007-2008
Ligue des Champions :
|     | Tour                            | Club           | Aller | Total | Retour | Club       |     |
| --- | ------------------------------- | -------------- | ----- | ----- | ------ | ---------- | --- |
| 304 | Troisième tour de qualification | RSC Anderlecht | 0-1   | 0-3   | 0-2    | Fenerbahçe | 305 |

Coupe de l'UEFA :
|     | Tour                           | Club           | Aller | Total | Retour | Club                  |     |
| --- | ------------------------------ | -------------- | ----- | ----- | ------ | --------------------- | --- |
| 306 | Premier tour                   | RSC Anderlecht | 1-1   | 2-1   | 1-0    | Rapid Vienne          | 307 |
| 308 | Phase de poules, groupe G : J1 | RSC Anderlecht | 2-0   | -     | -      | Hapoël Tel-Aviv       |     |
| 309 | Phase de poules, groupe G : J2 | AaB Ålborg     | 1-1   | -     | -      | RSC Anderlecht        |     |
| 310 | Phase de poules, groupe G : J3 | RSC Anderlecht | 1-1   | -     | -      | Tottenham Hotspur     |     |
| 311 | Phase de poules, groupe G : J4 | Getafe CF      | 2-1   | -     | -      | RSC Anderlecht        |     |
| 312 | Seizième de finale             | RSC Anderlecht | 2-1   | 3-2   | 1-1    | Girondins de Bordeaux | 313 |
| 314 | Huitième de finale             | RSC Anderlecht | 0-5   | 2-6   | 2-1    | Bayern Munich         | 315 |

## 2008-2009
Ligue des Champions
|     | Tour                           | Club           | Aller | Total | Retour | Club          |     |
| --- | ------------------------------ | -------------- | ----- | ----- | ------ | ------------- | --- |
| 316 | Deuxième tour de qualification | RSC Anderlecht | 1-2   | 3-4   | 2-2    | BATE Borissov | 317 |

## 2009-2010
Ligue des Champions :
|     | Tour                            | Club               | Aller | Total | Retour | Club           |     |
| --- | ------------------------------- | ------------------ | ----- | ----- | ------ | -------------- | --- |
| 318 | Troisième tour de qualification | RSC Anderlecht     | 5-0   | 6-3   | 1-3    | Sivasspor      | 319 |
| 320 | Barrages                        | Olympique lyonnais | 5-1   | 8-2   | 3-1    | RSC Anderlecht | 321 |

Ligue Europa :
|     | Tour                              | Club            | Aller | Total | Retour | Club           |     |
| --- | --------------------------------- | --------------- | ----- | ----- | ------ | -------------- | --- |
| 322 | Phase de poules, groupe A : J1/J5 | Dinamo Zagreb   | 0-2   | 1-2   | 1-0    | RSC Anderlecht | 326 |
| 323 | Phase de poules, groupe A : J1/J5 | RSC Anderlecht  | 1-1   | 4-2   | 3-1    | Ajax Amsterdam | 327 |
| 324 | Phase de poules, groupe A : J1/J5 | FC Timişoara    | 0-0   | 1-3   | 1-3    | RSC Anderlecht | 325 |
| 328 | Seizième de finale                | Athletic Bilbao | 1-1   | 1-5   | 0-4    | RSC Anderlecht | 329 |
| 330 | Huitième de finale                | Hambourg SV     | 3-1   | 6-5   | 3-4    | RSC Anderlecht | 331 |

## 2010-2011
Ligue des Champions :
|     | Tour                            | Club              | Aller | Total      | Retour | Club           |     |
| --- | ------------------------------- | ----------------- | ----- | ---------- | ------ | -------------- | --- |
| 332 | Troisième tour de qualification | The New Saints    | 1-3   | 1-6        | 0-3    | RSC Anderlecht | 333 |
| 334 | Barrages                        | Partizan Belgrade | 2-2   | 4-4 tab3-2 | 2-2    | RSC Anderlecht | 335 |

Ligue Europa :
|     | Tour                              | Club           | Aller | Total | Retour | Club                     |     |
| --- | --------------------------------- | -------------- | ----- | ----- | ------ | ------------------------ | --- |
| 336 | Phase de poules, groupe J : J1/J5 | RSC Anderlecht | 1-3   | 2-6   | 1-3    | Zénith Saint-Pétersbourg | 340 |
| 337 | Phase de poules, groupe J : J2/J6 | Hajduk Split   | 1-0   | 1-2   | 0-2    | RSC Anderlecht           | 341 |
| 338 | Phase de poules, groupe J : J3/J4 | RSC Anderlecht | 3-0   | 4-1   | 1-1    | AEK Athènes              | 339 |
| 342 | Seizième de finale                | RSC Anderlecht | 0-3   | 0-5   | 0-2    | Ajax Amsterdam           | 343 |

## 2011-2012
Ligue Europa :
|     | Tour                              | Club             | Aller | Total | Retour | Club           |     |
| --- | --------------------------------- | ---------------- | ----- | ----- | ------ | -------------- | --- |
| 344 | Barrages                          | Bursaspor        | 1-2   | 3-4   | 2-2    | RSC Anderlecht | 345 |
| 346 | Phase de poules, groupe L : J1/J5 | RSC Anderlecht   | 4-1   | 6-2   | 2-1    | AEK Athènes    | 350 |
| 347 | Phase de poules, groupe L : J2/J6 | Lokomotiv Moscou | 0-2   | 3-7   | 3-5    | RSC Anderlecht | 351 |
| 348 | Phase de poules, groupe L : J3/J4 | Sturm Graz       | 0-2   | 0-5   | 0-3    | RSC Anderlecht | 349 |
| 352 | Seizième de finale                | AZ Alkmaar       | 1-0   | 2-0   | 1-0    | RSC Anderlecht | 353 |

## 2012-2013
Ligue des Champions :
|     | Tour                              | Club                     | Aller | Total | Retour | Club           |     |
| --- | --------------------------------- | ------------------------ | ----- | ----- | ------ | -------------- | --- |
| 354 | Troisième tour de qualification   | RSC Anderlecht           | 5-0   | 11-0  | 6-0    | FK Ekranas     | 355 |
| 356 | Barrages                          | AEL Limassol             | 2-1   | 2-3   | 0-2    | RSC Anderlecht | 357 |
| 358 | Phase de poules, groupe C : J1/J5 | AC Milan                 | 0-0   | -     | 3-1    | RSC Anderlecht | 362 |
| 359 | Phase de poules, groupe C : J2/J6 | RSC Anderlecht           | 0-3   | -     | 2-2    | Málaga CF      | 363 |
| 360 | Phase de poules, groupe C : J3/J4 | Zénith Saint-Pétersbourg | 1-0   | -     | 0-1    | RSC Anderlecht | 361 |

## 2013-2014
Ligue des Champions :
|     | Tour                              | Club             | Aller | Total | Retour | Club                |     |
| --- | --------------------------------- | ---------------- | ----- | ----- | ------ | ------------------- | --- |
| 364 | Phase de poules, groupe C : J1/J5 | Benfica Lisbonne | 2-0   | -     | 3-2    | RSC Anderlecht      | 368 |
| 365 | Phase de poules, groupe C : J2/J6 | RSC Anderlecht   | 0-3   | -     | 1-3    | Olympiakos          | 369 |
| 366 | Phase de poules, groupe C : J3/J4 | RSC Anderlecht   | 0-5   | -     | 1-1    | Paris Saint-Germain | 367 |

## 2014-2015
Ligue des Champions :
|     | Tour                              | Club           | Aller | Total | Retour | Club              |     |
| --- | --------------------------------- | -------------- | ----- | ----- | ------ | ----------------- | --- |
| 370 | Phase de poules, groupe D : J1/J5 | Galatasaray SK | 1-1   | -     | 0-2    | RSC Anderlecht    | 374 |
| 371 | Phase de poules, groupe D : J2/J6 | RSC Anderlecht | 0-3   | -     | 1-1    | Borussia Dortmund | 375 |
| 372 | Phase de poules, groupe D : J3/J4 | RSC Anderlecht | 1-2   | -     | 3-3    | Arsenal FC        | 373 |

Ligue Europa :
|     | Tour           | Club           | Aller | Total | Retour | Club          |     |
| --- | -------------- | -------------- | ----- | ----- | ------ | ------------- | --- |
| 376 | 1/16 de finale | RSC Anderlecht | 0-0   | 1-3   | 1-3    | Dynamo Moscou | 377 |

## 2015-2016
Ligue Europa :
|     | Tour                              | Club             | Aller | Total | Retour | Club              |     |
| --- | --------------------------------- | ---------------- | ----- | ----- | ------ | ----------------- | --- |
| 378 | Phase de poules, groupe J : J1/J5 | RSC Anderlecht   | 1-1   | -     | 2-0    | AS Monaco         | 382 |
| 379 | Phase de poules, groupe J : J2/J6 | FK Qarabağ Ağdam | 1-0   | -     | 1-2    | RSC Anderlecht    | 383 |
| 380 | Phase de poules, groupe J : J3/J4 | RSC Anderlecht   | 2-1   | -     | 1-2    | Tottenham Hotspur | 381 |
| 384 | 1/16 de finale                    | RSC Anderlecht   | 1-0   | 3-1   | 2-1    | Olympiakos        | 385 |
| 386 | 1/8 de finale                     | Chakhtar Donetsk | 3-1   | 4-1   | 1-0    | RSC Anderlecht    | 387 |

## 2016-2017
Ligue des Champions :
|     | Tour                            | Club      | Aller | Total | Retour | Club           |     |
| --- | ------------------------------- | --------- | ----- | ----- | ------ | -------------- | --- |
| 388 | Troisième tour de qualification | FK Rostov | 2-2   | 4-2   | 2-0    | RSC Anderlecht | 389 |

Ligue Europa :
|     | Tour                              | Club             | Aller | Total | Retour | Club                     |     |
| --- | --------------------------------- | ---------------- | ----- | ----- | ------ | ------------------------ | --- |
| 390 | Barrages                          | SK Slavia Prague | 0-3   | 0-6   | 0-3    | RSC Anderlecht           | 391 |
| 392 | Phase de poules, groupe C : J1/J5 | RSC Anderlecht   | 3-1   | -     | 3-1    | FK Qabala                | 396 |
| 393 | Phase de poules, groupe C : J2/J6 | AS Saint-Étienne | 1-1   | -     | 3-2    | RSC Anderlecht           | 397 |
| 394 | Phase de poules, groupe C : J3/J4 | Mayence 05       | 1-1   | -     | 1-6    | RSC Anderlecht           | 395 |
| 398 | 1/16 de finale                    | RSC Anderlecht   | 2-0   | 3-3   | 1-3    | Zénith Saint-Pétersbourg | 399 |
| 400 | 1/8 de finale                     | APOEL Nicosie    | 0-1   | 0-2   | 0-1    | RSC Anderlecht           | 401 |
| 402 | 1/4 de finale                     | RSC Anderlecht   | 1-1   | 2-3   | 1-2    | Manchester United        | 403 |

## 2017-2018
Ligue des Champions :
|     | Tour                              | Club           | Aller | Total | Retour | Club                   |     |
| --- | --------------------------------- | -------------- | ----- | ----- | ------ | ---------------------- | --- |
| 404 | Phase de poules, groupe B : J1/J5 | Bayern Munich  | 3-0   | -     | 2-1    | RSC Anderlecht         | 408 |
| 405 | Phase de poules, groupe B : J2/J6 | RSC Anderlecht | 0-3   | -     | 1-0    | Celtic FC              | 409 |
| 406 | Phase de poules, groupe B : J3/J4 | RSC Anderlecht | 0-4   | -     | 0-5    | Paris Saint-Germain FC | 407 |

## 2018-2019
Ligue Europa :
|     | Tour                              | Club              | Aller | Total | Retour | Club           |     |
| --- | --------------------------------- | ----------------- | ----- | ----- | ------ | -------------- | --- |
| 410 | Phase de poules, groupe D : J1/J5 | FC Spartak Trnava | 1-0   | -     | 0-0    | RSC Anderlecht | 414 |
| 411 | Phase de poules, groupe D : J2/J6 | RSC Anderlecht    | 0-2   | -     | 0-0    | Dinamo Zagreb  | 415 |
| 412 | Phase de poules, groupe D : J3/J4 | RSC Anderlecht    | 2-2   | -     | 0-2    | Fenerbahçe SK  | 413 |

## 2021-2022
Ligue Europa Conférence :
|     | Tour                            | Club           | Aller | Total | Retour | Club           |     |
| --- | ------------------------------- | -------------- | ----- | ----- | ------ | -------------- | --- |
| 416 | Troisième tour de qualification | KF Laç         | 0-3   | 1-5   | 1-2    | RSC Anderlecht | 417 |
| 418 | Barrages                        | RSC Anderlecht | 3-3   | 4-5   | 1-2    | Vitesse Arnhem | 419 |

## 2022-2023
Ligue Europa Conférence :
|     | Tour                              | Club                | Aller | Total      | Retour | Club               |     |
| --- | --------------------------------- | ------------------- | ----- | ---------- | ------ | ------------------ | --- |
| 420 | Troisième tour de qualification   | Paide Linnameeskond | 0-2   | 0-5        | 0-3    | RSC Anderlecht     | 421 |
| 422 | Barrages                          | BSC Young Boys      | 0-1   | 1-1 1-3tab | 1-0    | RSC Anderlecht     | 423 |
| 424 | Phase de poules, groupe B : J1/J6 | RSC Anderlecht      | 1-0   |            | 2-0    | Silkeborg IF       | 429 |
| 425 | Phase de poules, groupe B : J2/J5 | FCSB                | 0-0   |            | 2-2    | RSC Anderlecht     | 428 |
| 426 | Phase de poules, groupe B : J3/J4 | RSC Anderlecht      | 0-1   |            | 1-2    | West Ham United FC | 427 |
| 430 | Barrages                          | Ludogorets Razgrad  | 1-0   | 2-2 0-3tab | 1-2    | RSC Anderlecht     | 431 |
| 432 | Huitième de finale                | RSC Anderlecht      | 1-1   | 2-1        | 1-0    | Villarreal CF      | 433 |
| 434 | Quart de finale                   | RSC Anderlecht      | 2-0   | 2-2 1-4tab | 0-2    | AZ Alkmaar         | 435 |

## 2024-2025
Ligue Europa :
|     | Tour                                      | Club              | Aller | Total | Retour | Club                   |     |
| --- | ----------------------------------------- | ----------------- | ----- | ----- | ------ | ---------------------- | --- |
| 436 | Barrages                                  | FK Dinamo Minsk   | 0-1   | 0-2   | 0-1    | RSC Anderlecht         | 437 |
| 438 | Phase de ligue - J1                       | RSC Anderlecht    |       | 2-1   |        | Ferencváros TC         |     |
| 439 | Phase de ligue - J2                       | Real Sociedad     |       | 1-2   |        | RSC Anderlecht         |     |
| 440 | Phase de ligue - J3                       | RSC Anderlecht    |       | 2-0   |        | PFK Ludogorets Razgrad |     |
| 441 | Phase de ligue - J4                       | FK RFS            |       | 1-1   |        | RSC Anderlecht         |     |
| 442 | Phase de ligue - J5                       | RSC Anderlecht    |       | 2-2   |        | FC Porto               |     |
| 443 | Phase de ligue - J6                       | SK Slavia Prague  |       | 1-2   |        | RSC Anderlecht         |     |
| 444 | Phase de ligue - J7                       | FC Viktoria Plzeň |       | 2-0   |        | RSC Anderlecht         |     |
| 445 | Phase de ligue - J8                       | RSC Anderlecht    |       | 3-4   |        | TSG 1899 Hoffenheim    |     |
| 446 | Barrage de la phase à élimination directe | Fenerbahçe        | 3-0   | 5-2   | 2-2    | RSC Anderlecht         | 447 |

## 2025-2026
Ligue Europa :
|     | Tour                     | Club           | Aller | Total        | Retour | Club      |     |
| --- | ------------------------ | -------------- | ----- | ------------ | ------ | --------- | --- |
| 448 | 2e tour de qualification | RSC Anderlecht | 1-0   | 2-2 (2-4tab) | 1-2    | BK Häcken | 449 |

Ligue Conférence :
|     | Tour                     | Club           | Aller | Total | Retour | Club                |     |
| --- | ------------------------ | -------------- | ----- | ----- | ------ | ------------------- | --- |
| 450 | 3e tour de qualification | RSC Anderlecht | 3-0   | 4-1   | 1-1    | FC Sheriff Tiraspol | 451 |
| 452 | Barrages                 | RSC Anderlecht | -     | -     | -      | AEK Athènes         | 453 |

## Bilan
Mise à jour  (le 30 janvier 2025).
- 445 matches en Coupe d'Europe (C1, C2, C3, C4).

| Coupe                                  | Matchs joués | Victoires | Nuls | Défaites | Buts marqués | Buts encaissés |
| -------------------------------------- | ------------ | --------- | ---- | -------- | ------------ | -------------- |
| Ligue des champions                    | 200          | 70        | 44   | 86       | 282          | 320            |
| Coupe d'Europe des vainqueurs de Coupe | 44           | 29        | 3    | 12       | 86           | 34             |
| Coupe UEFA / Ligue Europa              | 164          | 79        | 40   | 45       | 271          | 182            |
| Ligue Europa Conférence                | 15           | 6         | 4    | 5        | 20           | 16             |
| Coupe des villes de foires             | 18           | 13        | 0    | 5        | 51           | 27             |
| Supercoupe d'Europe                    | 4            | 2         | 0    | 2        | 9            | 6              |
| TOTAL                                  | 445          | 199       | 91   | 155      | 719          | 585            |

### Adversaires européens
| Adversaires           | Matchs joués | Victoires | Nuls | Défaites | Buts marqués | Buts encaissés |
| --------------------- | ------------ | --------- | ---- | -------- | ------------ | -------------- |
| Werder Brême          | 6            | 1         | 0    | 5        | 8            | 16             |
| Borussia Dortmund     | 4            | 1         | 1    | 2        | 3            | 6              |
| Hambourg SV           | 5            | 2         | 1    | 2        | 8            | 10             |
| TSG 1899 Hoffenheim   | 1            | 0         | 0    | 1        | 3            | 4              |
| FC Kaiserslautern     | 2            | 1         | 0    | 1        | 3            | 3              |
| Mayence 05            | 2            | 1         | 1    | 0        | 7            | 2              |
| Bayern Munich         | 12           | 3         | 2    | 7        | 14           | 25             |
| Sachsenring Zwickau   | 2            | 2         | 0    | 0        | 5            | 0              |
| Schalke 04            | 2            | 0         | 0    | 2        | 1            | 3              |
| Arsenal               | 4            | 1         | 1    | 2        | 7            | 9              |
| Aston Villa           | 2            | 0         | 1    | 1        | 0            | 1              |
| Chelsea               | 2            | 0         | 0    | 2        | 0            | 3              |
| Leeds United          | 4            | 0         | 0    | 4        | 2            | 10             |
| Liverpool             | 6            | 1         | 0    | 5        | 4            | 11             |
| Manchester United     | 8            | 2         | 1    | 5        | 8            | 25             |
| Newcastle United      | 2            | 1         | 0    | 1        | 3            | 3              |
| Nottingham Forest     | 2            | 1         | 0    | 1        | 3            | 2              |
| Southampton           | 2            | 1         | 0    | 1        | 3            | 2              |
| Tottenham Hotspur     | 5            | 1         | 3    | 1        | 6            | 6              |
| West Ham              | 3            | 1         | 0    | 2        | 5            | 5              |
| KF Laç                | 2            | 2         | 0    | 0        | 5            | 1              |
| Admira                | 2            | 1         | 1    | 0        | 3            | 1              |
| Austria Salzbourg     | 2            | 1         | 0    | 1        | 7            | 6              |
| Austria Vienne        | 1            | 1         | 0    | 0        | 4            | 0              |
| Rapid Vienne          | 2            | 1         | 1    | 0        | 2            | 1              |
| Sturm Graz            | 2            | 2         | 0    | 0        | 5            | 0              |
| FK Neftchi Bakou      | 2            | 1         | 0    | 1        | 5            | 1              |
| FK Qabala             | 2            | 2         | 0    | 0        | 6            | 2              |
| FK Qarabağ Ağdam      | 2            | 1         | 0    | 1        | 2            | 2              |
| FC Malines            | 2            | 0         | 0    | 2        | 0            | 3              |
| BATE Borissov         | 2            | 0         | 1    | 1        | 3            | 4              |
| FK Dinamo Minsk       | 2            | 2         | 0    | 0        | 2            | 0              |
| FK Borac Banja Luka   | 2            | 1         | 0    | 1        | 3            | 1              |
| FK Sarajevo           | 2            | 1         | 0    | 1        | 6            | 2              |
| Željezničar Sarajevo  | 2            | 2         | 0    | 0        | 9            | 7              |
| Ludogorets Razgrad    | 3            | 2         | 0    | 1        | 4            | 2              |
| CSKA Sofia            | 2            | 1         | 1    | 0        | 4            | 2              |
| Lokomotiv Sofia       | 2            | 2         | 0    | 0        | 8            | 1              |
| AEL Limassol          | 2            | 1         | 0    | 1        | 3            | 2              |
| Anorthosis Famagouste | 2            | 1         | 1    | 0        | 4            | 2              |
| APOEL Nicosie         | 2            | 2         | 0    | 0        | 2            | 0              |
| Omonia Nicosie        | 4            | 3         | 1    | 0        | 8            | 2              |
| NK Osijek             | 2            | 1         | 0    | 1        | 3            | 3              |
| Hajduk Split          | 4            | 1         | 1    | 2        | 3            | 3              |
| Dinamo Zagreb         | 4            | 1         | 1    | 2        | 3            | 2              |
| AaB Ålborg            | 2            | 0         | 1    | 0        | 1            | 1              |
| AB Copenhague         | 2            | 2         | 0    | 0        | 7            | 1              |
| FC Midtjylland        | 2            | 2         | 0    | 0        | 6            | 1              |
| Silkeborg IF          | 2            | 2         | 0    | 0        | 3            | 0              |
| Vejle BK              | 2            | 2         | 0    | 0        | 7            | 2              |
| Dunfermline           | 2            | 1         | 0    | 1        | 3            | 3              |
| Dundee FC             | 2            | 0         | 0    | 2        | 2            | 6              |
| Dundee United         | 2            | 0         | 2    | 0        | 1            | 1              |
| Celtic Glasgow        | 2            | 3         | 0    | 2        | 3            | 6              |
| Glasgow Rangers       | 2            | 0         | 0    | 2        | 2            | 7              |
| Hibernian Édimbourg   | 2            | 0         | 2    | 0        | 3            | 3              |
| FC Barcelone          | 4            | 2         | 0    | 2        | 6            | 5              |
| Athletic Bilbao       | 2            | 1         | 1    | 0        | 5            | 1              |
| Getafe CF             | 1            | 0         | 0    | 1        | 1            | 2              |
| Malaga CF             | 10           | 4         | 1    | 5        | 15           | 23             |
| Betis Séville         | 2            | 1         | 0    | 1        | 1            | 1              |
| Real Sociedad         | 1            | 1         | 0    | 0        | 2            | 1              |
| Valence CF            | 4            | 2         | 0    | 2        | 6            | 6              |
| Villarreal CF         | 2            | 1         | 1    | 0        | 2            | 1              |
| Paide Linnameeskond   | 2            | 2         | 0    | 0        | 5            | 0              |
| HJK Helsinki          | 2            | 2         | 0    | 0        | 6            | 0              |
| KuPS Kuopio           | 2            | 2         | 0    | 0        | 6            | 1              |
| FC Haka Valkeakoski   | 2            | 2         | 0    | 0        | 12           | 1              |
| Girondins de Bordeaux | 4            | 2         | 2    | 0        | 6            | 6              |
| RC Lens               | 2            | 1         | 1    | 0        | 2            | 1              |
| Lille OSC             | 2            | 0         | 2    | 0        | 3            | 3              |
| Olympique lyonnais    | 4            | 1         | 0    | 3        | 3            | 9              |
| FC Metz               | 2            | 2         | 0    | 0        | 5            | 1              |
| AS Monaco             | 2            | 1         | 1    | 0        | 3            | 1              |
| Paris SG              | 6            | 0         | 3    | 3        | 2            | 16             |
| AS Saint-Étienne      | 2            | 0         | 1    | 1        | 3            | 4              |
| AEK Athènes           | 6            | 3         | 3    | 0        | 13           | 6              |
| Olympiakos Le Pirée   | 6            | 3         | 0    | 3        | 9            | 11             |
| Panathinaïkos         | 4            | 1         | 2    | 1        | 2            | 3              |

- Ferencváros (2 fois)
- Voros Lobogo
- Ballymena United
- Coleraine FC
- Derry City FC
- Glentoran FC
- IF Leiftur
- Valur Reykjavík
- Hapoel Tel-Aviv
- Bologne FC (3 fois)
- ACF Fiorentina
- Milan AC (3 fois)
- Inter Milan (3 fois)
- SSC Naples
- AS Rome (2 fois)
- Lazio Rome
- Sampdoria (2 fois)
- Juventus
- FK RFS
- FK Ekranas
- FC Sheriff Tiraspol
- Tiligul-Tiras Tiraspol
- Bryne FK
- Stabæk Fotball
- Ajax Amsterdam (2 fois)
- AZ Alkmaar (2 fois)
- PSV Eindhoven (2 fois)
- Roda JC
- FC Twente
- Vitesse Arnhem
- The New Saints
- Wrexham AFC
- Wisła Cracovie
- Widzew Łódź
- Górnik Zabrze
- Benfica Lisbonne (5 fois)
- Vitoria Guimarães
- FC Porto (5 fois)
- Vitória Setubal
- Baník Ostrava
- FC Viktoria Plzeň
- Bohemians Prague
- Dukla Prague
- Slavia Prague (3 fois)
- Sparta Prague (3 fois)
- Dinamo Bucarest
- Rapid Bucarest (2 fois)
- Steaua Bucarest (3 fois)
- FCSB
- Petrolul Ploieşti
- FC Timişoara
- Alania Vladikavkaz
- Dynamo Moscou
- Lokomotiv Moscou (2 fois)
- FK Rostov
- Spartak Moscou
- Zénith Saint-Pétersbourg (3 fois)
- Étoile rouge de Belgrade (2 fois)
- Partizan Belgrade
- Slovan Bratislava
- Spartak Trnava (2 fois)
- NK Olimpija Ljubljana
- Halmstads BK
- Helsingborgs IF
- Malmö FF
- BSC Young Boys
- FC Zurich
- Grasshopper Zurich (2 fois)
- Fenerbahçe (3 fois)
- Galatasaray (2 fois)
- Sivasspor
- Bursaspor
- Chakhtar Donetsk
- Dynamo Kiev (2 fois)
- Vorskla-Naftogaz Poltava